# Xerodraba colobanthoides
Xerodraba colobanthoides là một loài thực vật có hoa trong họ Cải. Loài này được Skottsb. miêu tả khoa học đầu tiên.